# 宅地開発税
宅地開発税（たくちかいはつぜい）とは、宅地開整備に要する費用に充当するため、市街化区域のうち公共施設の整備が必要とされる地域内で宅地開発を行うものに課する地方税のうちの市町村税である。
納税義務者は所有権・地上権・賃借権等の権限に基づき宅地開発を行う者であり、単に宅地造成工事の請負を行う者は含まれていない。課税標準は宅地開発に係る宅地面積であり、公共部分は除かれているほか、土地区画整理事業の施行地域内で宅地開発を行う場合等は免税であり、税率は市町村条例による（地方税法703条の3）。